# Список правителів Оману
Султан султанату Оман є монархом і главою держави Оман. Султанами Оману є представники династії Аль-Саїд, яка править Оманом з середини 18 століття.
З 11 січня 2020 року султаном Оману є Хайтем бен Тарік Аль Саїд.

## Імамат(751–1406)
| Імам                             | Імам                  | Плем'я                | Резиденція | Початок правління | примітки |
| Транслітерація імені             | Ім'я арабською мовою  | Плем'я                | Резиденція | Початок правління | примітки |
| -------------------------------- | --------------------- | --------------------- | ---------- | ----------------- | -------- |
| Аль Джуланда бін Масуд           | الجلندى بن مسعود      | Азд                   | ?          | 751               | [ 1 ]    |
| Мухамед бін абі Аффан            | محمد بن أبي عفان      | Азд                   | Нізва      | ?                 | [ 2 ]    |
| Аль-Варіз бін Кааб               | الوارث بن كعب         | Яхмед                 | Нізва      | 801               | [ 3 ]    |
| Гассан бін Абдуллах              | غسان بن عبد الله      | Яхмед                 | Нізва      | 807               | [ 4 ]    |
| Абдулмалік бін Гумейд            | عبد المالك بن حميد    | Азд                   | ?          | 824               | [ 5 ]    |
| Аль-Муганна бін Джайфар          | المهنا بن جيفر        | Яхмед                 | Нізва      | 840               | [ 6 ]    |
| Аль-Сальт бін Малік              | الصلت بن مالك         | Азд                   | ?          | 851               | [ 7 ]    |
| Рашид бін Аль-Надхар             | راشد بن النظر         | ?                     | ?          | 886               | [ 7 ]    |
| Аззан бін Тамім                  | عزان بن تميم          | ?                     | Нізва      | 890               | [ 8 ]    |
| Мухамед бін Аль-Гассан           | محمد بن الحسن         | Азд                   | ?          | 897               | [ 9 ]    |
| Аззан бін Аль-Газбар             | عزان بن الهزبر        | Яхмед                 | ?          | 898               | [ 9 ]    |
| Абдулах бін Мухамед              | عبد الله بن محمد      | ?                     | ?          | 899               | [ 10 ]   |
| Аль-Сальт бін Аль-Касим          | الصلت بن القاسم       | ?                     | ?          | 900               | [ 10 ]   |
| Аль-Гусн бін Саїд                | الحسن بن سعيد         | ?                     | ?          | 900               | [ 10 ]   |
| Аль-Гаварі бін Матраф            | الحواري بن مطرف       | ?                     | ?          | 904               | [ 10 ]   |
| Омар бін Мухамед                 | عمر بن محمد           | ?                     | ?          | 912               | [ 11 ]   |
| Мухамед бін Язид                 | محمد بن يزيد          | Кінда                 | ?          | ?                 | [ 12 ]   |
| Аль-Хакм бін Аль-Мілаа Аль-Бахрі | الحكم بن الملا البحري | ?                     | Нізва      | ?                 | [ 13 ]   |
| Саїд бін Абдуллах                | سعيد بن عبد الله      | ?                     | ?          | 939               | [ 13 ]   |
| Рашид бін Валід                  | راشد بن الوليد        | ?                     | Нізвіа     | ?                 | [ 14 ]   |
| Аль-Халіл бін Шадхан             | الخليل بن شاذان       | ?                     | ?          | 1002              | [ 15 ]   |
| Рашид бін Саїд                   | راشد بن سعيد          | ?                     | ?          | 1032              | [ 15 ]   |
| Гафс бін Рашид                   | حفص بن راشد           | ?                     | ?          | 1068              | [ 15 ]   |
| Рашид бін Алі                    | راشد بن علي           | ?                     | ?          | 1054              | [ 15 ]   |
| Міса бін Джабір                  | ابن جابر موسى         | ?                     | Нізва      | 1154              | [ 16 ]   |
| Салім бін Рашид Аль-Харусі       |                       | Azdi, Yamani, Qahtani | ?          | 1331 - 1338       | [ 16 ]   |
| Малік бін Алі                    | مالك بن علي           | ?                     | ?          | 1406              | [ 16 ]   |

## Імами династіїНабхані(1406–1624)
| Ім'я                  | Портрет | Початок правління | Кінець правління | Примітки                                                |
| --------------------- | ------- | ----------------- | ---------------- | ------------------------------------------------------- |
| Махзум бін аль-Фаллах |         | 1406              | 1435             |                                                         |
| Абу аль-Гассан Умані  |         | 1435              | 1451             |                                                         |
| Умар бін аль-Хаттаб   |         | 1451              | 1490             |                                                         |
| Умар аль-Шаріф        |         | 1490              | 1500             |                                                         |
| Міхамед бін Ісмаїл    |         | 1500              | 1529             | Під португальським протекторатом з 15 квітня 1515 року. |
| Баракат бін Мухамед   |         | 1529              | 1560             |                                                         |
| Абдула бін Мухамед    |         | 1560              | 1624             |                                                         |

## Імами династіїАль-Яруб(1624–1749)
| Ім'я                | Портрет | Початок правління | Кінець правління | Примітки                                          |
| ------------------- | ------- | ----------------- | ---------------- | ------------------------------------------------- |
| Насір бін Муршид    |         | 1624              | 1649             |                                                   |
| Султан бін Саїф     |         | 1649              | 1679             | Кінець португальського протекторату 1 січня 1650. |
| Більараб бін Султан |         | 1679              | 1692             |                                                   |
| Саїф бін Султан     |         | 1692              | 1711             |                                                   |
| Султан бін Саїф II  |         | 1711              | 1718             |                                                   |
| Саїф бін Султан II  |         | 1718              | 1719             |                                                   |
| Муганна бін Султан  |         | 1719              | 1720             |                                                   |
| Саїф бін Султан II  |         | 1720              | 1722             | Друге правління                                   |
| Яараб бін Більараб  |         | 1722              | 1722             |                                                   |
| Саїф бін Султан II  |         | 1722              | 1724             | Третє правління                                   |
| Мухамед бін Насір   |         | 1724              | 1728             | Не член династії                                  |
| Саїф бін Султан II  |         | 1728              | 1742             | Четверте правління, але лише узбережні регіони    |
| Більараб бін Хім'яр |         | 1728              | 1737             | Перше правління; внутрішні регіони                |
| Султан бін Муршид   |         | 1742              | 1743             |                                                   |
| Більараб бін Хім'яр |         | 1743              | 1749             | Друге правління; внутрішні регіони                |

## Султани династіїАль-Саїд(з 1749)
| Ім'я                      | Портрет         | Початок правління | Кінець правління  | Примітки                                         |
| ------------------------- | --------------- | ----------------- | ----------------- | ------------------------------------------------ |
| Ахмед бін Саїд            |                 | 10 червня 1749    | 15 грудня 1783    | в 1744-1749 — тільки в узбережних районах        |
| Саїд бін Ахмед            |                 | 15 грудня 1783    | 1784              | [ 17 ]                                           |
| Хамад бін Саїд            |                 | 1784              | 13 березня 1792   |                                                  |
| Султан бін Ахмед          |                 | 13 березня 1792   | 20 листопада 1804 |                                                  |
| Салім бін Султан          |                 | 20 листопада 1804 | 14 вересня 1806   | співправителі                                    |
| Саїд бін Султан           |                 | 20 листопада 1804 | 14 вересня 1806   | співправителі                                    |
| Саїд бін Султан           | 14 вересня 1806 | 19 жовтня 1856    |                   |                                                  |
| Тувайні бін Саїд          |                 | 19 жовтня 1856    | 11 лютого 1866    | убитий                                           |
| Салім бін Тувайні         |                 | 11 лютого 1866    | 3 жовтня 1868     | убитий                                           |
| Аззан бін Кайс            |                 | 3 жовтня 1868     | 30 січня 1871     | убитий у бою                                     |
| Туркі бін Саїд            |                 | 30 січня 1871     | 4 червня 1888     |                                                  |
| Фейсал бін Туркі          |                 | 4 June 1888       | 9 October 1913    | під британським протекторатом з 20 березня 1891. |
| Теймур бін Фейсал         |                 | 9 жовтня 1913     | 10 лютого 1932    | зрікся                                           |
| Саїд бін Теймур           |                 | 10 лютого 1932    | 23 липня 1970     | скинутий                                         |
| Кабус бін Саїд            |                 | 23 липня 1970     | 10 січня 2020     | скасовано британський протекторат 2 грудня 1971. |
| Хайтем бен Тарік Аль Саїд |                 | з 11 січня 2020   |                   |                                                  |